# 羽柴氏
羽柴氏（Hashiba），是一个日本姓氏（苗字）。羽柴氏的家祖是丰臣秀吉（羽柴秀吉）。羽柴秀吉出身平民家庭，最初使用“木下藤吉郎”作为名字，苗字木下来自妻子宁宁的娘家。羽柴秀吉这个名字最早见于1573年（天正元年）的文书中。羽柴秀吉最初称羽柴氏属于平氏，在他1585年就任关白前成为近卫前久养子，因此羽柴氏又改属藤原氏。1586年，正親町天皇将丰臣氏作为氏名下赐给羽柴秀吉，因此羽柴氏又改属到丰臣氏。丰臣秀吉统治全日本的时代，羽柴氏曾下赐给各地大名。但随丰臣秀吉的离世，关原之战后，各地大名开始逐渐舍弃羽柴氏的名字，但一部分大名如细川氏、岛津氏仍在使用。大阪之陣后，丰臣政权的殘存勢力彻底灭亡，所有的大名均停止使用羽柴氏的苗字，作为丰臣秀吉姻亲的日出藩和足守藩藩主也把苗字从羽柴氏改回到木下氏。

## 人物
- 羽柴秀吉
- 羽柴秀长
- 羽柴秀次